# Thierry Godefroy
Pour les articles homonymes, voir Godefroy.
Thierry Godefroy, économiste, chercheur au Centre de recherches sociologiques sur le droit et les institutions pénales (CESDIP-CNRS), travaille sur les rapports entre économie, justice et délinquance, notamment les questions d’économie informelle, de délinquances économique et financière et de blanchiment.
Rédacteur en chef de la revue Champ Pénal, La Nouvelle Revue Française de Criminologie qui concerne toutes les disciplines scientifiques qui concourent à l'étude de la criminologie.
Auteur des livres Le Capitalisme clandestin et Les sentinels de l'argent sale.

### Fiches en ligne
- Le Capitalisme clandestin, l'illusoire régulation des places offshore (www.paradisfj.info), avec Pierre Lascoumes, La Découverte, 2004,  (ISBN 2707141437)
- Rapport moral sur l'argent dans le monde (www.aef.asso.fr), avec Michel Aglietta, Pierre Lascoumes et Antoine Mérieux, Association d'économie financière, 7 avril 2005,  (ISBN 2911144848)